# الهوبين (مذيخرة)

تعديل مصدري - تعديل

الهوبين محلة تابعة لقرية حبز، التابعة لعزلة حمير بمديرية مذيخرة إحدى مديريات محافظة إب في الجمهورية اليمنية.، بلغ تعداد سكانها 107 حسب تعداد اليمن لعام 2004.